# درک براون‌بیل
درک براون‌بیل (انگلیسی: Derek Brownbill؛ زادهٔ ۴ فوریهٔ ۱۹۵۴) بازیکن فوتبال اهل بریتانیا است.
از باشگاه‌هایی که در آن بازی کرده‌است می‌توان به باشگاه فوتبال ویگان اتلتیک، باشگاه فوتبال ویتون آلبیون، باشگاه فوتبال پورت ویل، باشگاه فوتبال لیورپول، باشگاه فوتبال استافورد رانجرز، باشگاه فوتبال مورکم، و باشگاه فوتبال وارینگتون تاون اشاره کرد.